# ФК Лозана-Спорт
ФК Лозан-Спорт (на френски: Football Club Lausanne-Sport) е швейцарски футболен клуб от град Лозана, столицата на кантона Во. Този отбор е наследник на Лозана-Спортс, който се създава през 1896 г. под името ФК Монтрион, но през 2003 г. обявява банкрут.
ФК Лозана е седемкратен шампион на Швейцария и деветкратен носител на купата на страната. Отборът играе на стадион Стад Олимпик дьо ла Понтез, побиращ 15 850 зрители.
Клубните цветове са синьо и бяло.
Последните големи успехи на предшественика на ФК Лозан-Спорт са участията във финала на купата на Швейцария през 1998, 1999 и 2000 г., когато са спечелени две купи. През 1998 г. е победен Санкт Гален, а през 1999 г. Грасхопер от Цюрих. При последното участие през 2000 г. Лозан-Спорт губи от ФК Цюрих след изпълнение на дузпи.
Настоящият отбор успява в рамките на две години (от 2004 до 2006 г.) да достигне от регионалните групи до Швейцарската втора дивизия. През 2010 г. отборът се класира за финала за купата на страната, но губи с 0:6 от Базел. Тъй като Базел е и шампион на Швейцария през същата година, Лозан-Спорт заема мястото за участие в Лига Европа като втородивизионен отбор.
Там среща във втория предварителен кръг отборът на Борац Баня Лука от Босна и Херцеговина. Първата среща на Стад Олимпик завършва с победа 1:0, а на реванша се постига равенство 1:1 и място в следващия кръг. Новият съперник е датският Ранерс, който е преодолян след 3:2 в Дания и 1:1 в Лозана. Във фазата на плейофите за влизане в групите на Лига Европа за съперник е изтеглен руският представител Локомотив Москва. Пред 11 200 зрители на Стад Олимпик отборът извоюва равенство 1:1 срещу очевидния фаворит от Москва. На реванша в Русия след 90 минути игра отново се достига до 1:1, а в продълженията не се отбелязва нов гол. При изпълнението на дузпи Лозан-Спорт е по-точният отбор и печели с 4-3 и се класира за групите на Лига Европа.
През сезон 2005/06 за отбора играе един от най-успешните швейцарски футболисти на всички времена Стефан Шапюиза. Той вече е играл за отбора в периода между 1987 и 1990 г. След края на кариерата си той става президент на клуба, но напуска поста си поради липса на време.
От 2008 г. клубът е собственост на GCM (Grand Chelem Management), акционерно дружество от град Морж

## Успехи
- Шампион на Швейцария (7):
1913, 1932, 1935, 1936, 1944, 1951, 1965
- Купа на Швейцария (9):
1935, 1939, 1944, 1950, 1962, 1964, 1981, 1998, 1999
- Купа на Швейцария (8):
1937, 1946, 1947, 1957, 1967, 1984, 2000, 2010

## Български футболисти
- Тодор Мищалов: 1927/30
- Лозан Коцев: 1935
- Божидар Искренов: 1990/91 - (41 мача - 7 гола)
- Валери Божинов: 2017 - (8 мача - 0 гола)